# Moivreova věta
Moivreova (čti [mwavʁova] IPA) věta říká, že pro libovolné komplexní číslo (a speciálně tedy i reálné číslo) x a libovolné celé číslo n platí:
{\displaystyle (\cos x+i\sin x)^{n}=\cos(nx)+i\sin(nx).\,}
kde i je imaginární jednotka.
Tento vztah je důležitý, neboť propojuje komplexní čísla s goniometrií.
Výraz {\displaystyle \cos x+i\sin x} se někdy zkracuje na {\displaystyle \mathrm {cis} \ x}.
Roznásobením levé strany a porovnáním reálných a imaginárních částí je možno odvodit vztahy pro vyjádření cos(nx) a sin(nx) pomocí cos(x) a sin(x).
Moivreovu větu lze také použít k vyjádření n-té odmocniny jedničky, tedy k nalezení takového komplexního čísla z, pro které platí zn = 1.
Abraham de Moivre byl dobrým přítelem Newtona a roku 1698 dokonce napsal, že Newtonovi byl tento vzorec znám již v roce 1676.
Tato věta může být odvozena též z Eulerova vzorce eix = cos x + i sin x , který je ovšem historicky mladší.

## Užití věty
Větu lze použít k výpočtu n-té odmocniny z komplexního čísla.
Zapíšeme-li komplexní číslo v jeho goniometrickém tvaru

{\displaystyle z=A(\cos x+i\sin x),\,}
pak všech jeho {\displaystyle n\,\!} odmocnin {\displaystyle n\,\!}-tého stupně lze zapsat jako
{\displaystyle z^{1/n}=(A(\cos x+i\sin x))^{1/n}=\{A^{1/n}(\cos \left({\frac {x+2k\pi }{n}}\right)+i\sin \left({\frac {x+2k\pi }{n}}\right)):0\leq k\leq n-1\}}

## Důkaz
Uvažujme tři případy:
Pro n > 0 použijeme indukci. Pro n = 1 rovnost evidentně platí. Uvažujme indukční krok n → n0 + 1
{\displaystyle (\cos x+i\sin x)^{n_{0}+1}\,}
{\displaystyle =(\cos x+i\sin x)^{n_{0}}(\cos x+i\sin x)\,}
{\displaystyle =(\cos(n_{0}x)+i\sin(n_{0}x))(\cos x+i\sin x)\,} (z indukčního předpokladu)
{\displaystyle =\cos(n_{0}x)\cos x-\sin(n_{0}x)\sin x+i(\cos(n_{0}x)\sin x+\sin(n_{0}x)\cos x)\,}
Zde použijeme goniometrické součtové vzorce: sin(x + y) = sin(x)*cos(y) + cos(x)*sin(y) a cos(x + y) = cos(x)*cos(y) - sin(x)*sin(y).
{\displaystyle =\cos((n_{0}+1)x)+i\sin((n_{0}+1)x)\,}
Odvodili jsme, že rovnost platí pro n = n0 + 1, jestliže platí pro n0, a tedy indukcí platí pro všechna n přirozená.
Pro n = 0 rovnost platí, protože {\displaystyle \cos(0x)+i\sin(0x)=1+i\cdot 0=1} a nultá mocnina z komplexního čísla je též 1.
Pro n < 0 vezměme přirozené m takové, aby n = −m. Potom
{\displaystyle (\cos x+i\sin x)^{n}\,=(\cos x+i\sin x)^{-m}\,}
{\displaystyle ={\frac {1}{(\cos x+i\sin x)^{m}}}={\frac {1}{(\cos(mx)+i\sin(mx))}}\,} (shora)
{\displaystyle =\cos(mx)-i\sin(mx)\,}
{\displaystyle =\cos(-mx)+i\sin(-mx)\,=\cos(nx)+i\sin(nx).\,}
Tvrzení tedy platí pro všechna n celá. Q.E.D.
Poznámka: Moivreova věta je ve skutečnosti trochu obecnější, pokud by z a w byla čísla komplexní, pak cos (wz) + i⋅sin (wz) je jednou z (více) možných úprav výrazu (cos z + i⋅sin z)w.